# Piper (Name)
Piper ist ein Familienname und ein weiblicher Vorname. Er bedeutet „Flötenspieler“.

## Familienname
- Adrian Piper (* 1948), US-amerikanische Performance- und Konzeptkünstlerin
- Alfred Piper (1814–1892), preußischer Politiker und Oberstiftshauptmann
- Anke Piper (* 1972), deutsche Wasserspringerin
- Anton Piper (1805–1880), deutscher Beamter und Jurist
- Arón Piper (* 1997), deutsch-spanischer Schauspieler
- Axel Piper (* 1959), deutscher lutherischer Geistlicher
- Billie Piper (* 1982), britische Schauspielerin
- Brian Piper (1925–2009), australischer Rugby-Union-Spieler
- Bruno Piper (Schriftsteller) (1869–1911/1912), deutscher Journalist, Schriftsteller und Kynologe
- Bruno Piper (Unternehmer) (1901–1982), deutscher Unternehmer
- Carl Piper (Politiker) (1647–1716), schwedischer Staatsmann
- Carl Piper (Jurist) (1837–1919), deutscher Jurist und Richter
- Carl Piper (Bildhauer) (1856–1914), deutscher Bildhauer
- Carl Anton Piper (1874–1938), deutscher Journalist, Schriftsteller und Politiker (DVP)
- Carly Piper (* 1983), US-amerikanische Schwimmerin
- Charles Vancouver Piper (1867–1926), US-amerikanischer Botaniker und Agrarwissenschaftler
- Cherie Piper (* 1981), kanadische Eishockeyspielerin
- Christian Piper (1941–2019), deutscher Künstler
- David Piper (* 1930), britischer Autorennfahrer
- David Piper (Kunsthistoriker) (1918–1990), britischer Kunsthistoriker, Museumsdirektor und Autor
- Desmond Piper (* 1941), australischer Hockeyspieler
- Ernst Piper (* 1952), deutscher Verleger und Historiker
- Ferdinand Piper (1811–1889), deutscher Kirchenhistoriker und Hochschullehrer
- Franciszek Piper (* 1941), polnischer Historiker und Buchautor
- Fredrik Magnus Piper (1746–1824), schwedischer Architekt
- Frida Piper-von Buhl (1876–1952), deutsche Winzerin
- Gilbert Piper (1921–1987), englischer Fußballspieler
- Gottfried Piper (1934–1995), deutscher Kirchenmusiker, Chorleiter und Sachbuchautor
- Gudrun Piper (1917–2016), deutsche Malerin
- H. Beam Piper (Henry Beam Piper; 1904–1964), US-amerikanischer Science-Fiction-Autor
- Hans Piper (Mediziner) (1877–1915), deutscher Physiologe, Augenarzt und Hochschullehrer
- Hans Christoph Piper (1930–2002), deutscher Geistlicher, Theologe und Hochschullehrer
- Hans-Felix Piper (1916–2007), deutscher Augenarzt
- Hans-Georg Piper (1911–1969), deutscher Mediziner und Hochschullehrer
- Hans Michael Piper (* 1952), deutscher Mediziner und Hochschullehrer
- Heidemarie Stefanyshyn-Piper (* 1963), US-amerikanische Astronautin
- Heinz Piper (1908–1972), deutscher Schauspieler, Moderator und Synchronsprecher
- Henning Piper (1931–2012), deutscher Richter
- Henriette Piper (* 1951), deutsche Drehbuchautorin
- Jason Piper, britischer Schauspieler
- Johann Heinrich von Piper (1680–1752), preußischer Finanzbeamter
- John Piper (Künstler) (1903–1992), britischer Maler, Druckgrafiker und Glasmaler
- John Piper (* 1946), US-amerikanischer Theologe, Prediger und Autor
- Karl Piper (1849–nach 1910), deutscher Mathematiker, Philosoph und Gymnasialpädagoge
- Katie Piper (* 1983), englische Moderatorin, Model und Opfer eines Säureattentats
- Klaus Piper (1911–2000), deutscher Verleger, Sohn von Reinhard Piper, Vater von Ernst Piper
- Lenny Piper (* 1977), englischer Fußballspieler
- Leonore Piper (1859–1950), US-amerikanisches spiritistisches Medium
- Marty Willson-Piper (* 1958), britischer Songwriter, Musiker und Dichter
- Matt Piper (* 1981), englischer Fußballspieler
- Myfanwy Piper (1911–1997), englische Journalistin und Opern-Librettistin
- Nicky Piper (* 1966), US-amerikanischer Boxer
- Nicola Piper (* 1966), deutsche Soziologin und Hochschullehrerin
- Nikolaus Piper (1952–2024), deutscher Journalist und Buchautor
- Norman Piper (* 1948), englischer Fußballspieler
- Oliver Piper (Rugbyspieler) (1884–1933), irischer Rugbyspieler
- Oliver Piper (Schauspieler) (* 1969), deutscher Schauspieler
- Otto Piper (Burgenforscher) (1841–1921), deutscher Kunsthistoriker und Burgenforscher
- Otto Piper (Politiker) (1882–1946), deutscher Jurist und Politiker (DVP)
- Otto Alfred Piper (1891–1982), deutsch-amerikanischer evangelischer Theologe
- Randy Piper (* 1953), US-amerikanischer Musiker
- Raphael Piper (* 1990), deutscher Handballschiedsrichter
- Reinhard Piper (1879–1953), deutscher Verleger
- Richard Piper (Politiker) (1907–1955), deutscher Politiker (SPD), MdL Bayern
- Richard Piper (* 1947), britischer Autorennfahrer
- Robert Andrew Piper (* 1966), australischer UN-Funktionär
- Roddy Piper (1954–2015), kanadischer Profiwrestler und Schauspieler
- Ron Piper (* 1943), englischer Fußballspieler
- Rudolf Piper (1829–1912), deutscher Jurist
- Sophie Piper (1757–1816), schwedische Hofdame
- Steve Piper (1953–2017), englischer Fußballspieler
- Theophilus Coelestinus Piper (1745–1814), deutscher lutherischer Theologe
- Tommi Piper (* 1941), deutscher Schauspieler und Synchronsprecher
- William Piper (1774–1852), US-amerikanischer Politiker
- William Adam Piper (1826–1899), US-amerikanischer Politiker

## Vorname
- Piper Curda (* 1997), US-amerikanische Schauspielerin und Sängerin
- Piper Kerman (* 1969), US-amerikanische Autorin
- Piper Laurie (1932–2023), US-amerikanische Schauspielerin
- Piper Perabo (* 1976), US-amerikanische Schauspielerin